# Championnat d'Andorre de football 2011-2012
Navigation
Saison précédente Saison suivante
La saison 2011-2012 de Primera Divisió est la dix-septième édition du championnat andorran de football de première division. Lors de celle-ci, l'UE Sant Julià tente de conserver son titre de champion face aux sept meilleurs clubs andorrans lors d'une série de matchs se déroulant sur toute l'année. Les huit clubs participant à la première phase de championnat sont confrontés à deux reprises aux sept autres en matchs aller-retour. Puis les quatre premiers s'affrontent dans une phase de play-off pour se disputer la victoire finale, et, les quatre derniers pour éviter la relégation.
Deux places du championnat sont qualificatives pour les compétitions européennes, la troisième place revenant au vainqueur de la Coupe de la Constitution 2011-2012.

## Qualifications en coupe d'Europe
À l'issue de la saison, le champion se qualifie pour le premier tour qualificatif de la Ligue des champions 2012-2013.
Alors que le vainqueur de la Coupe de la Constitution prendra la première des deux places en premier tour qualificatif de la Ligue Europa 2012-2013, l'autre place reviendra au deuxième du championnat. Si le vainqueur de la coupe fait partie des deux premiers, les places sont décalées et la dernière place revient au finaliste de la coupe. Si ce dernier club fait lui-même partie des deux premiers, la dernière place revient au troisième du championnat.

## Les huit clubs participants
| Club                  | Ville               |
| --------------------- | ------------------- |
| FC Lusitanos          | Andorre-la-Vieille  |
| CE Principat          | Andorre-la-Vieille  |
| UE Santa Coloma       | Andorre-la-Vieille  |
| FC Rànger's           | Andorre-la-Vieille  |
| FC Santa Coloma       | Andorre-la-Vieille  |
| Inter Club d'Escaldes | Escaldes-Engordany  |
| UE Engordany          | Escaldes-Engordany  |
| UE Sant Julià         | Sant Julià de Lòria |

En raison du peu de stades se trouvant sur le territoire d'Andorre, les matchs sont joués exclusivement à l'Estadi Nacional d'Aixovall d'une capacité de 1 500 places.

## Compétition

### Phase 1

#### Classement
Le classement est établi sur le barème de points classique (victoire à 3 points, match nul à 1, défaite à 0).
Pour départager les égalités, on tient d'abord compte de la différence de buts générale, puis du nombre de buts marqués, puis des confrontations directes et enfin si la qualification ou la relégation est en jeu, les deux équipes jouent une rencontre d'appui sur terrain neutre.
| Rang | Équipe          | Pts | J  | G  | N | P  | Bp | Bc | Diff |
| ---- | --------------- | --- | -- | -- | - | -- | -- | -- | ---- |
| 1    | FC Santa Coloma | 32  | 14 | 10 | 2 | 2  | 51 | 9  | +42  |
| 2    | Lusitanos       | 31  | 14 | 9  | 4 | 1  | 40 | 12 | +28  |
| 3    | UE Santa Coloma | 30  | 14 | 9  | 3 | 2  | 54 | 12 | +42  |
| 4    | Sant Julià T    | 28  | 14 | 8  | 4 | 2  | 47 | 14 | +33  |
| 5    | CE Principat    | 12  | 14 | 3  | 3 | 8  | 17 | 27 | -10  |
| 6    | UE Engordany P  | 12  | 14 | 3  | 3 | 8  | 17 | 45 | -28  |
| 7    | Escaldes        | 10  | 14 | 3  | 1 | 10 | 13 | 51 | -38  |
| 8    | FC Rànger's P   | 3   | 14 | 1  | 0 | 13 | 8  | 77 | -69  |

| Légende : Qualifications et relégations | Légende : Qualifications et relégations              |
| --------------------------------------- | ---------------------------------------------------- |
|                                         | Participation à la poule pour le titre               |
|                                         | Participation à la poule de relégation               |
|                                         | T : Tenant du titre 2010-2011 P : Promu en 2010-2011 |

#### Rencontres
| Résultats (▼dom., ►ext.)                                   | UEE | ESC  | LUS | PRI | FCRA | UESJ | FCSC | UESC |
| UE Engordany                                               |     | 1-1  | 2-2 | 1-1 | 3-0  | 1-2  | 0-2  | 0-10 |
| Escaldes                                                   | 3-2 |      | 0-5 | 1-0 | 0-3  | 0-3  | 0-7  | 0-5  |
| Lusitanos                                                  | 5-0 | 3-0  |     | 2-1 | 6-0  | 2-2  | 2-0  | 1-1  |
| Principat                                                  | 0-3 | 2-0  | 0-3 |     | 4-1  | 0-0  | 0-2  | 0-6  |
| FC Rànger's                                                | 0-3 | 1-3  | 2-5 | 1-4 |      | 0-5  | 0-13 | 0-5  |
| Sant Julià                                                 | 9-0 | 12-3 | 1-2 | 3-2 | 6-0  |      | 1-1  | 0-1  |
| Santa Coloma FC                                            | 5-0 | 2-1  | 1-1 | 3-2 | 10-0 | 0-1  |      | 2-0  |
| Santa Coloma UE                                            | 5-1 | 5-1  | 2-1 | 1-1 | 10-0 | 2-2  | 1-3  |      |
| - Victoire à domicile - Match nul - Victoire à l'extérieur |     |      |     |     |      |      |      |      |

### Phase 2
Les classements sont établis sur le barème de points classique (victoire à 3 points, match nul à 1, défaite à 0).
Pour départager les égalités, on tient d'abord compte de la différence de buts générale, puis du nombre de buts marqués, puis des confrontations directes et enfin si la qualification ou la relégation est en jeu, les deux équipes jouent une rencontre d'appui sur terrain neutre.
Tour des champions
| Rang | Équipe            | Pts | J  | G  | N | P | Bp | Bc | Diff |  | Résultats (▼ dom., ► ext.) | LUS | FSC | UESC | UESJ |
| ---- | ----------------- | --- | -- | -- | - | - | -- | -- | ---- |  | -------------------------- | --- | --- | ---- | ---- |
| 1    | FC Lusitanos      | 40  | 20 | 11 | 7 | 2 | 48 | 18 | +30  |  | FC Lusitanos               |     | 2-0 | 0-0  | 2-1  |
| 2    | FC Santa Coloma C | 38  | 20 | 11 | 5 | 4 | 56 | 17 | +39  |  | FC Santa Coloma C          | 1-1 |     | 3-1  | 1-1  |
| 3    | UE Santa Coloma   | 37  | 20 | 10 | 7 | 3 | 61 | 20 | +41  |  | UE Santa Coloma            | 2-2 | 0-0 |      | 2-2  |
| 4    | UE Sant Julià T   | 36  | 20 | 10 | 6 | 4 | 57 | 22 | +35  |  | UE Sant Julià T            | 2-1 | 3-0 | 1-2  |      |

Tour de relégation
| Rang | Équipe                | Pts | J  | G | N | P  | Bp | Bc  | Diff |  | Résultats (▼ dom., ► ext.) | PRI | ENG | ESC  | RAN |
| ---- | --------------------- | --- | -- | - | - | -- | -- | --- | ---- |  | -------------------------- | --- | --- | ---- | --- |
| 5    | CE Principat          | 27  | 20 | 8 | 3 | 9  | 32 | 32  | 0    |  | CE Principat               |     | 1-0 | 1-2  | 5-2 |
| 6    | UE Engordany P        | 22  | 20 | 6 | 4 | 10 | 32 | 51  | -19  |  | UE Engordany P             | 0-2 |     | 2-1  | 3-0 |
| 7    | Inter Club d'Escaldes | 18  | 20 | 5 | 3 | 12 | 34 | 65  | -31  |  | Inter Club d'Escaldes      | 1-3 | 2-2 |      | 5-5 |
| 8    | FC Rànger's P         | 4   | 20 | 1 | 1 | 18 | 16 | 111 | -95  |  | FC Rànger's P              | 0-3 | 0-8 | 1-10 |     |

### Barrage
À la fin de la saison, l'avant dernier de Primera Divisió affrontera la deuxième meilleure équipe de Segunda Divisió pour tenter de se maintenir.
|        | Club                  | Score | Club                  |
| Aller  | Inter Club d'Escaldes | 2 - 0 | UE Extremenya         |
| Retour | UE Extremenya         | 0 - 1 | Inter Club d'Escaldes |

## Bilan de la saison
| Championnat d'Andorre de football 2011-2012 |                          |
| Champion                                    | FC Lusitanos (1er titre) |
| Coupes et trophées                          |                          |
| Vainqueur de la Coupe d'Andorre 2011-2012   | FC Santa Coloma          |
| Qualifications continentales                |                          |
| Ligue des champions 2012-2013               | FC Lusitanos             |
| Ligue Europa 2011-2012                      | FC Santa Coloma          |
| Ligue Europa 2011-2012                      | UE Santa Coloma          |
| Promotions et relégations                   |                          |
| Promus en Primera Divisio                   | FC Encamp                |
| Relégués en Segona Divisio                  | FC Rànger's              |